# Ambasadorowie Chin w Kamerunie
Chińska Republika Ludowa posiada w Republice Kamerunu swojego przedstawiciela w randze ambasadora od 1971 roku.
| 1.  | Zhao Xingzhi    | sierpień 1971 – maj 1974         |
| 2.  | Wei Baoshan     | wrzesień 1974 – styczeń 1981     |
| 3.  | Miao Jiuyue     | lipiec 1981 – listopad 1984      |
| 4.  | Shi Nailiang    | marzec 1985 – kwiecień 1988      |
| 5.  | Shen Lianrui    | sierpień 1988 – grudzień 1992    |
| 6.  | Zhang Longbao   | grudzień 1992 – lipiec 1995      |
| 7.  | Zhu Yourong     | listopad 1995 – wrzesień 1998    |
| 8.  | Gao Ruming      | wrzesień 1998 – październik 2000 |
| 9.  | Xu Mengshui     | grudzień 2000 – grudzień 2003    |
| 8.  | Wang Sifa       | styczeń 2004 – lipiec 2007       |
| 9.  | Huang Changqing | sierpień 2007 – styczeń 2010     |
| 10. | Xue Jinwei      | od lutego 2010                   |